# Высоке-Мазовецке (гмина)
Высоке-Мазовецке (пол. Wysokie Mazowieckie) — сельская гмина (волость) в Польше, входит как административная единица в Высокомазовецкий повет, Подляское воеводство. Население — 5318 человек (на 2004 год).

## Демография
| Перепись                       | Всего   | Всего | Женщины | Женщины | Мужчины | Мужчины |
| ------------------------------ | ------- | ----- | ------- | ------- | ------- | ------- |
| Единицы                        | человек | %     | человек | %       | человек | %       |
| Население                      | 5318    | 100   | 2607    | 49      | 2711    | 51      |
| Плотность населения (чел./км²) | 32      | 32    | 15,7    | 15,7    | 16,3    | 16,3    |

## Поселения
1. Брок
2. Брыки
3. Бжуски-Бжезиньске
4. Бжуски-Фальки
5. Бжуски-Громки
6. Бжуски-Марковизна
7. Бжуски-Татары
8. Бучино-Микосы
9. Буйны-Бишево
10. Домброва-Дзенцель
11. Фаще
12. Голаше-Гурки
13. Голаше-Пуща
14. Яблонка-Косцельна
15. Яблонка-Сверчево
16. Яблонь-Рыкаче
17. Яблонь-Ушиньске
18. Калиново-Чосново
19. Мазуры
20. Михалки
21. Мёдусы-Литва
22. Мёдусы-Перки
23. Мёдусы-Стасёвента
24. Мёдусы-Сток
25. Мёдусы-Вельке
26. Мсцихы
27. Мыстки-Жим
28. Нова-Русь
29. Нове-Осипы
30. Осипы-Колёня
31. Осипы-Лепертовизна
32. Осипы-Вандзин
33. Осипы-Выдзёры-Друге
34. Осипы-Выдзёры-Первше
35. Осипы-Закшевизна
36. Рембишево-Студзянки
37. Жембики
38. Соколы-Язвины
39. Стара-Русь
40. Старе-Бжуски
41. Старе-Осипы
42. Свенцк-Новины
43. Свенцк-Вельки
44. Тшецины
45. Тыборы-Езерня
46. Тыборы-Камянка
47. Тыборы-Миштале
48. Тыборы-Ольшево
49. Тыборы-Тшчанка
50. Тыборы-Вулька
51. Тыборы-Жохы
52. Виснювек
53. Виснювек-Колёня
54. Вулька-Дужа
55. Вулька-Мала
56. Врубле
57. Завроце-Новины

## Соседние гмины
1. Гмина Чижев-Осада
2. Гмина Колаки-Косцельне
3. Гмина Кулеше-Косцельне
4. Гмина Нове-Пекуты
5. Гмина Соколы
6. Гмина Шепетово
7. Высоке-Мазовецке
8. Гмина Замбрув

## Известные уроженцы
- Глогер, Зигмунт (1845—1910) — польский учёный-историк, этнограф, археолог, фольклорист, писатель.